# 邹州
邹州，中国古代的州。
唐朝武德元年（618年）李密以临济县、邹平县（今山东省邹平市九户镇成家村）、高苑县、长山县、蒲台县（今山东省滨州市滨城区蒲城街道），设置邹州，治所在临济县（今山东省济南市章丘区西北临济村）。宇文化及占据后，废除邹州。武德四年（621年）再设邹州，随后先后被窦建德、王世充占据。武德四年（621年）重新归唐。武德八年（625年）废除邹州。临济县、邹平县改属谭州，高苑县、长山县、蒲台县改属淄州。
邹州刺史
- 李士衡（623年）